# Wladimir Wladimirowitsch Sidorenko
Wladimir Wladimirowitsch Sidorenko (russisch Владимир Владимирович Сидоренко; englisch Vladimir Sidorenko; * 7. April 2002 in Tomsk) ist ein russischer Tischtennisspieler. Er ist fünffacher Jugend-Europameister, U21-Europameister und ehemaliger Spieler der deutschen Bundesliga.

## Werdegang
Wladimir Sidorenko wurde von seinem Vater, Wladimir Sidorenko Sr., der einer der Gründer des Tischtennisverbandes Golden Racket der Region Tomsk ist, ans Tischtennis herangeführt. Die ersten sportlichen Erfolge erzielte er durch einen Umzug in die Stadt Chanty-Mansijsk sowie durch Training unter der Leitung von Jewgeni Wassiljewitsch Schirschow. Fünfmal wurde er Jugend-Europameister. Weiterhin gewann er 2019 Silber bei der Jugend-Weltmeisterschaft im Doppel. 2020 wurde er U21-Europameister im Einzel. Bei den Jugend-Weltmeisterschaften 2021 in Vila Nova de Gaia gewann er mit Maxim Grebnew Gold im Doppel sowie Silber mit der Mannschaft durch einen Halbfinalsieg gegen Deutschland. 2021 gewann er mit Russland die Silbermedaille bei der Europameisterschaft. 

### Vereinslaufbahn
In der Saison 2018/19 spielte er in Deutschland für den TTC Schwalbe Bergneustadt, in der Saison 2019/20 für den TTF Liebherr Ochsenhausen. 2020 wechselte er zum TTC Neu-Ulm, wo er drei Jahre spielte. 2023 wechselte er nach Frankreich zu GV Hennebont TT.
Er lebt seit 2014 in St. Petersburg und trainiert mit Arkadi Michailowitsch Elbert.

## Turnierergebnisse
| Verband | Veranstaltung                         | Jahr | Ort               | Land | Einzel        | Doppel         | Mixed          | Team          | U-21      |
| ------- | ------------------------------------- | ---- | ----------------- | ---- | ------------- | -------------- | -------------- | ------------- | --------- |
| RUS     | Europameisterschaft                   | 2021 | Cluj-Napoca       | ROU  |               |                |                | Gold          |           |
| RUS     | Europameisterschaft                   | 2019 | Nantes            | FRA  |               |                |                | 9             |           |
| RUS     | Europameisterschaft                   | 2018 | Alicante          | ESP  | Qual.         | letzte 64      |                |               |           |
| RUS     | Europameisterschaft                   | 2017 | Luxemburg         | LUX  |               |                |                | 14            |           |
| RUS     | Olympische Jugendspiele               | 2018 | Buenos Aires      | ARG  | letzte 16     |                |                |               |           |
| RUS     | World Tour                            | 2018 | Stockholm         | SWE  | letzte 128    | letzte 16      |                |               | letzte 32 |
| RUS     | World Tour                            | 2017 | Budapest          | HUN  | Qual.         | letzte 32      |                |               | letzte 32 |
| RUS     | World Tour                            | 2017 | Olmütz            | CZE  | Qual.         | letzte 16      |                |               | letzte 32 |
| RUS     | World Tour                            | 2016 | Linz              | AUT  | Qual.         |                |                |               | letzte 64 |
| RUS     | World Tour                            | 2016 | Panagjurischte    | BUL  | Qual.         | letzte 16      |                |               | letzte 32 |
| RUS     | World Tour                            | 2016 | De Haan           | BEL  | Qual.         |                |                |               | letzte 16 |
| RUS     | Weltmeisterschaft                     | 2019 | Budapest          | HUN  | Qual.         | letzte 64      |                |               |           |
| RUS     | Weltmeisterschaft                     | 2018 | Halmstad          | SWE  |               |                |                | 15            |           |
| RUS     | Weltmeisterschaft                     | 2017 | Düsseldorf        | GER  | letzte 64     |                |                |               |           |
| RUS     | Jugend-Europameisterschaft (Junioren) | 2019 | Ostrava           | CZE  | Halbfinale    | Silber         | letzte 16      | Gold          |           |
| RUS     | Jugend-Europameisterschaft (Junioren) | 2018 | Cluj-Napoca       | ROU  | letzte 16     | Viertelfinale  | letzte 32      | Silber        |           |
| RUS     | Jugend-Europameisterschaft (Kadetten) | 2017 | Guimarães         | POR  | Gold          |                |                | Gold          |           |
| RUS     | Jugend-Europameisterschaft (Kadetten) | 2016 | Zagreb            | CRO  | Gold          |                |                | Gold          |           |
| RUS     | Jugend-Europameisterschaft (Kadetten) | 2015 | Bratislava        | SVK  | letzte 64     |                |                | Viertelfinale |           |
| RUS     | Jugend-Weltmeisterschaft              | 2021 | Vila Nova de Gaia | POR  | Viertelfinale | Gold           | Viertelfinale  | Silber        |           |
| RUS     | Jugend-Weltmeisterschaft              | 2019 | Korat             | THA  | letzte 16     | Silber         |                | Viertelfinale |           |
| RUS     | Jugend-Weltmeisterschaft              | 2018 | Bendigo           | AUS  | letzte 32     | letzte 32      | Viertel finale | 9             |           |
| RUS     | Jugend-Weltmeisterschaft              | 2017 | Riva del Garda    | ITA  | letzte 32     | Viertel finale | Viertel finale | 9             |           |
| RUS     | Jugend-Weltmeisterschaft              | 2016 | Kapstadt          | RSA  | letzte 64     | letzte 16      | letzte 16      |               |           |
| RUS     | U21-Europameisterschaft               | 2021 | Varazdin          | CRO  | Gold          | Viertelfinale  | Viertelfinale  |               |           |